# Aniselytron
Aniselytron je rod trava smješten u podtribus Cinninae, dio tribusa Poeae. Vrste Aniselytron su trajnice iz istočne i tropske Azije. Kew ima na popisu 2 vrste; kod drugih 5.
Rod je opisan u The Philippine Journal of Science. Section C, Botany 5(4): 328. 1910.

## Vrste
1. Aniselytron agrostoides Merr.
2. Aniselytron clemensiae (Hitchc.) Soják
3. Aniselytron epileuca (Stapf) Soják
4. Aniselytron pseudopoa (Jansen) Soják
5. Aniselytron treutleri (Kuntze) Soják